# プロスルチアミン
プロスルチアミン（英: Prosultiamine、アリナミン）は、プロピルジスルフィドチアミンとして知られており、ビタミンB1欠乏症の治療薬として1950年代に日本で開発されたジスルフィドチアミンである。プロスルチアミンは、チアミン誘導体として脂溶性を増加させたものであり、腸管からの吸収に際しての輸送に律速されない。
プロスルチアミンについて次のような歴史が存在する。1952年（昭和27年）3月8日に京都大学衛生学の藤原元典は、武田薬品工業研究部と提携してニンニクとビタミンB1が反応するとニンニクの成分アリシンがB1（チアミン）に作用してできる「アリチアミン」ができると報告した。そのアリチアミンは、体内でB1にもどり、さらに腸管からの吸収がきわめてよく、血中B1濃度の上昇が顕著で長時間つづく、という従来のビタミンB1製剤にはない特性があることを報告した。また、武田薬品工業は、アリチアミンの製剤化に力を入れ、1954年（昭和29年）3月、アリチアミンの誘導体であるプロスルチアミンの内服薬「アリナミン錠」が発売され、従来のビタミンB1剤に見られない優れた効果を示した。アリナミンとその類似品の浸透により、当時、手の打ちどころがなかった潜在性脚気が退治されることとなった。国民の脚気死亡者は、1950年（昭和25年）3,968人、1955年（昭和30年）1,126人、1960年（昭和35年）350人、1965年（昭和40年）92人と減少したのである。
しかし、1975年（昭和50年）には脚気が再燃し、原因には砂糖の多い飲食品や副食の少ないインスタント食品といったビタミンの少ないジャンクフードがあることが分かった。
プロスルチアミンは服用するとニンニク臭くなるという問題がある。血液中でプロスルチアミンが分解するとチアミン（ビタミンB1）とともにニンニク臭の素のひとつであるN-プロピルメルカプタンが生じ、呼気に出てくるためである。この問題を解決した誘導体がフルスルチアミンである。